# Phép đẳng cấu
Trong toán học, và đặc biệt là trong lý thuyết phạm trù, phép đẳng cấu (từ tiếng Hy Lạp cổ đại: ἴσος isos "bằng", và μορφή morphe "hình") là một phép đồng cấu (hoặc tổng quát hơn, một cấu xạ) khả nghịch. 
Hai đối tượng toán học là đẳng cấu (với nhau) nếu tồn tại một phép đẳng cấu giữa chúng. Phép tự đẳng cấu là một phép đẳng cấu mà đối tượng nguồn và đối tượng đích trùng nhau. Ta không thể phân biệt được hai đối tượng đẳng cấu chỉ với những thông tin có được từ lý thuyết phạm trù; do vậy các đối tượng đẳng cấu có thể được coi là giống nhau nếu chỉ xét tới những tính chất phạm trù và những hệ quả của chúng.
Với hầu hết các cấu trúc đại số, bao gồm nhóm và vành, một phép đồng cấu là một đẳng cấu khi và chỉ khi nó là song ánh giữa các tập hợp nền.
Phép đẳng cấu chính tắc là một ánh xạ chính tắc thỏa mãn yêu cầu của phép đẳng cấu. Hai đối tượng được gọi là đẳng cấu chính tắc nếu tồn tại một phép đẳng cấu chính tắc giữa chúng. Ví dụ, ánh xạ chính tắc từ một không gian vectơ hữu hạn chiều V vào không gian đối ngẫu thứ hai của nó là một đẳng cấu chính tắc; mặt khác, V là đẳng cấu vào không gian đối ngẫu nhưng nói chung không chính tắc.

## Định nghĩa
Một cấu xạ f: X → Y trong một phạm trù là một đẳng cấu nếu nó cho phép tồn tại nghịch đảo hai phía, có nghĩa là có một cấu xạ khác g: Y → X trong phạm trù đó sao cho gf = 1X và fg = 1Y, với 1X và 1Y là những cấu xạ đồng nhất của tương ứng X và Y.

## Phạm trù các không gian tô pô
Trong tô pô học, các cấu xạ là các hàm liên tục, phép đẳng cấu còn được gọi là phép đồng phôi hay hàm song liên tục. 

## Phạm trù các đa tạp khả vi
Trong hình học vi phân, các cấu xạ là các hàm khả vi, phép đẳng cấu được gọi là phép vi phôi hay phép vi đồng phôi.